# Alyaksandr Bylina
Alyaksandr Bylina (tiếng Belarus: Аляксандр Быліна; tiếng Nga: Александр Былина; sinh 26 tháng 3 năm 1981 ở Minsk) là một cầu thủ bóng đá Belarus. Tính đến năm 2017, anh thi đấu cho Slutsk.

## Danh hiệu
MTZ-RIPO Minsk
- Vô địch Cúp bóng đá Belarus: 2004–05